# Taiga

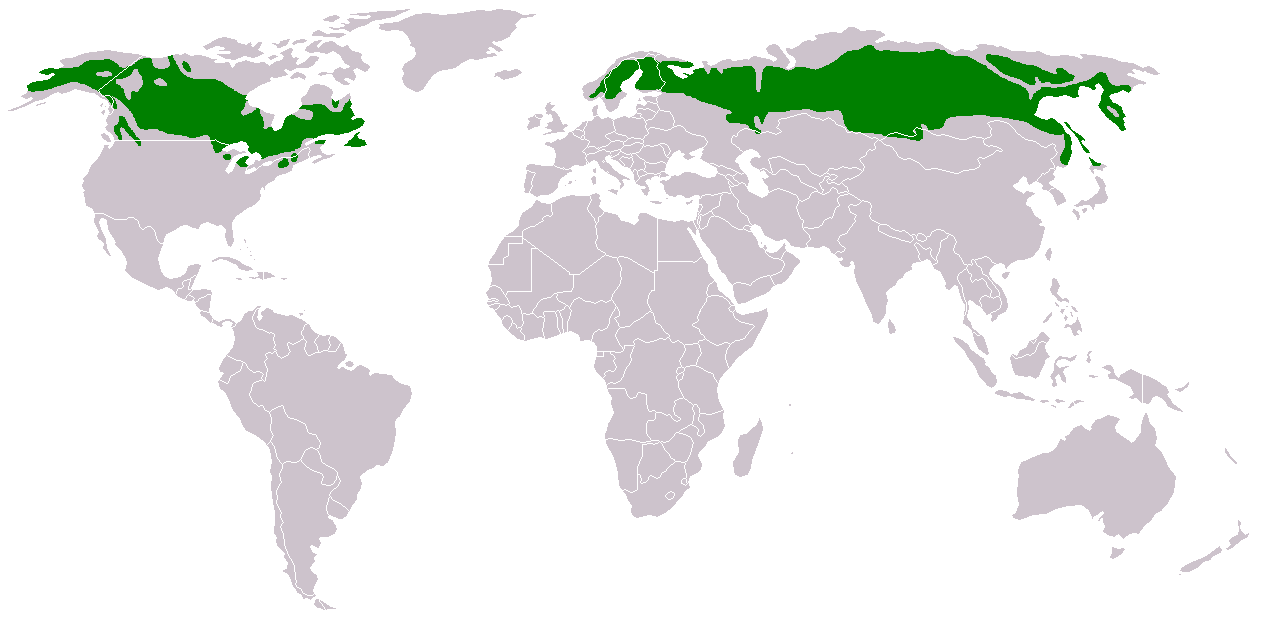
Rừng taiga có tại khu vực có vĩ độ cao của Bắc bán cầu, chỉ dưới tundra (lãnh nguyên) và phía trên của các thảo nguyên.

Taiga hay rừng taiga (tiếng Nga: тайга́, IPA: [tɐjˈɡa]; bắt nguồn từ một ngôn ngữ Turk) là một khu sinh thái với đặc trưng nổi bật là các rừng cây lá kim. Taiga bao phủ hầu hết phần trên đại lục của Alaska, Canada, Thụy Điển, Phần Lan, Na Uy và Nga (đặc biệt là Siberi), cũng như phần xa nhất về phía bắc của Hoa Kỳ (không kể Alaska), bắc Kazakhstan và khu vực Hokkaido của Nhật Bản. Rừng taiga là quần xã sinh vật đất liền lớn nhất trên thế giới. Tại Canada, thuật ngữ boreal forest (rừng phương bắc) được sử dụng để chỉ phần phía nam của quần xã sinh vật này, trong khi "taiga" được dùng để chỉ khu vực phía bắc trơ trụi hơn, ở phía nam của ranh giới cây gỗ Bắc Cực.
Do Bắc Mỹ và đại lục Á-Âu trong quá khứ gần đây đã được nối liền bằng cầu đất liền Bering, nên một loạt các loài động-thực vật (chủ yếu là động vật) đã có thể xâm chiếm cả hai lục địa này và được phân bổ trong quần xã sinh vật taiga. Các nhóm sinh vật khác thì khác biệt theo khu vực, thông thường với mỗi chi có vài loài khác biệt, chúng chiếm các khu vực khác nhau của rừng taiga. Rừng taiga cũng có một số loài cây gỗ lá nhỏ sớm rụng như bạch dương, tống quán sủi, liễu và dương rung; chủ yếu trong các khu vực không có mùa đông quá lạnh. Tuy nhiên, các loài thông rụng lá lại sinh sống trong những khu vực có mùa đông lạnh giá nhất ở Bắc bán cầu, tại miền đông Siberi. Phần phía nam của rừng taiga còn có các loài cây như sồi, phong và du rải rác trong các rừng cây lá kim.

## Địa lý và khí hậu

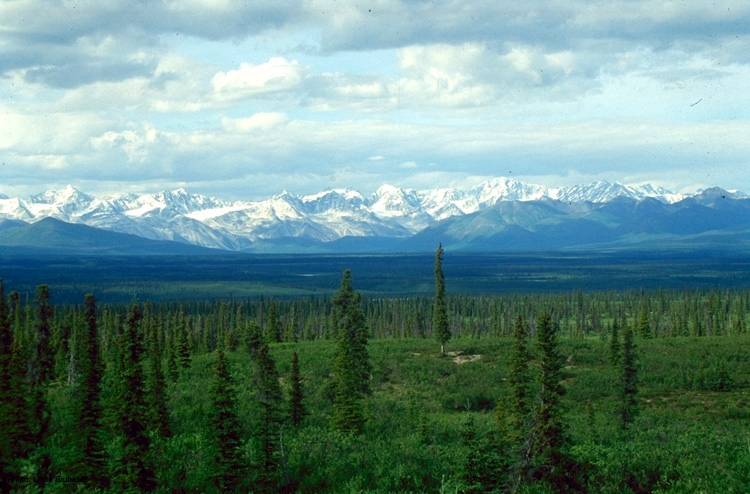
Vân sam trắng (Picea glauca) trong rừng taiga, quốc lộ Denali, dãy núi Alaska, Alaska.

Quần xã sinh vật taiga có khí hậu lục địa khắc nghiệt với sự dao động về nhiệt độ rất lớn giữa mùa hè và mùa đông, được phân loại ở cấp "Dfc" hay "Dfb" trong sơ đồ phân loại khí hậu Köppen. Cùng với tundra và các chỏm băng vĩnh cửu, nó là quần xã sinh vật lạnh nhất trên Trái Đất. Do nằm ở vĩ độ cao nên phần lớn thời gian trong năm, Mặt Trời không lên quá cao so với đường chân trời; mùa đông kéo dài ít nhất là 5-6 tháng, với nhiệt độ trung bình là dưới điểm đóng băng của nước. Nhiệt độ dao động trong khoảng từ -50 °C tới +30 °C trong một năm, với 8 tháng hoặc hơn thế với nhiệt độ trung bình dưới 10 °C. Mùa hè ngắn ngủi nhưng nói chung là ấm và ẩm ướt. Nói chung, rừng taiga phát triển ở phía bắc của đường đẳng nhiệt 10 °C tháng Bảy, đôi khi tới đường đẳng nhiệt 9 °C tháng Bảy. Giới hạn phía nam biến đổi khá rõ nét, phụ thuộc vào lượng mưa; rừng taiga có thể bị thay thế bằng các đồng rừng thảo nguyên thưa về phía nam của đường đẳng nhiệt 15 °C tháng Bảy khi lượng mưa tại đó là rất thấp, nhưng nói chung thường kéo dài tới phía nam của đường đẳng nhiệt 18 °C tháng Bảy, và ở những khu vực có lượng mưa cao hơn (đáng chú ý là miền đông Siberi và khu vực cận kề ở phía bắc Mãn Châu) thì kéo dài tới phía nam của đường đẳng nhiệt 20 °C tháng Bảy. Trong các khu vực ấm hơn, rừng taiga có sự đa dạng cao hơn về loài với các loài ưa môi trường ấm như thông Triều Tiên, vân sam Jezo và linh sam Mãn Châu, và dần dần hợp nhất vào các cánh rừng ôn đới hỗn hợp, còn ở các khu vực như trên vùng bờ biển ven Thái Bình Dương của châu Á và Bắc Mỹ thì chúng hợp nhất thành các rừng mưa ôn đới lá kim.
Khu vực rừng taiga thường có lượng giáng thủy thấp trong cả năm (trung bình hàng năm khoảng 200–750 mm), chủ yếu là do các trận mưa trong các tháng mùa hè, nhưng tuyết và sương cũng góp một phần đáng kể. Do tốc độ bay hơi là thấp trong phần lớn thời gian của năm nên lượng giáng thủy là cao hơn lượng bốc hơi và vì thế nó là đủ để phát triển các thảm thực vật rậm rạp.Tuyết có thể tồn tại trên mặt đất tới 9 tháng ở phần xa nhất về phía bắc của khu vực sinh thái taiga.
Phần lớn khu vực hiện nay được phân loại là taiga thì trong quá khứ gần đây đã từng bị đóng băng. Khi các sông băng rút lui, chúng để lại các chỗ lún xuống trong địa hình và sau đó được nước chiếm chỗ, tạo ra các hồ và đầm lầy (đặc biệt là đất đầm lầy), được tìm thấy nhiều nơi trong rừng taiga.

## Đất
Các loại đất trong khu vực taiga có xu hướng là đất trẻ và nghèo dinh dưỡng; nói chung không có phẫu diện giàu hữu cơ và dày như ở các rừng sớm rụng ôn đới. Lớp đất mỏng chủ yếu là do khí hậu lạnh đã gây cản trở cho sự hình thành và phát triển của đất cũng như cho khả năng của thực vật trong việc có thể sử dụng các chất dinh dưỡng của nó. Lá rụng và rêu có thể tồn tại trên mặt đất một thời gian dài trong điều kiện khí hậu lạnh và ẩm, điều này hạn chế sự cung cấp chất hữu cơ cho đất; Các loại axít từ các lá kim thường xanh lại tiếp tục tẩy rửa đất để hình thành ra cái gọi là spodozol . Do đất bị chua vì các lá kim rụng nên trên mặt đất chỉ có các loài địa y và một số loài rêu là có thể phát triển được.

## Quần thể thực vật

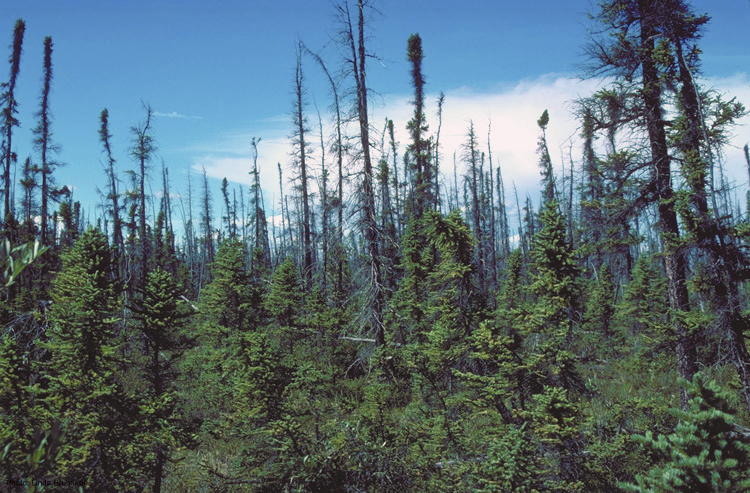
Rừng taiga vân sam đen, sông Copper, Alaska.

Có hai loại rừng taiga chính là rừng kín, bao gồm nhiều loại cây gỗ mọc chen chúc với mặt đất được rêu che phủ, và rừng địa y, với các cây gỗ mọc thưa hơn và địa y che phủ mặt đất; kiểu rừng này là phổ biến hơn tại khu vực rừng taiga phía bắc.
Các cánh rừng trong khu vực taiga chủ yếu là cây lá kim, với các loài chiếm đa số là thông rụng lá, vân sam, linh sam và thông. Các loài lá thường xanh trong rừng taiga (vân sam, linh sam, thông) có một loạt cơ chế tự thích ứng đặc biệt để tồn tại trong điều kiện mùa đông khắc nghiệt, mặc dù các loài thông rụng lá - các loại cây gỗ chịu lạnh giỏi nhất, lại có lá sớm rụng. Các cây gỗ rừng taiga có xu hướng có rễ ăn nông để chiếm lấy các ưu thế của lớp đất mỏng, nhiều loài trong số chúng biến đổi hóa sinh học của chúng theo mùa để giúp chúng có khả năng tốt hơn trong việc chịu đựng giá rét. Hình dạng nón hẹp của các loài cây lá kim phương bắc, cùng với các cành rủ xuống giúp cho tuyết được rơi xuống mặt đất nhanh hơn.
Do mặt trời chỉ nhô lên khá thấp ở đường chân trời nên các loài thực vật này rất khó khăn trong việc sản sinh năng lượng từ quang hợp. Thông cùng vân sam không mất lá theo mùa và có khả năng quang hợp bằng các lá già vào cuối mùa đông và mùa xuân, khi ánh sáng là đủ hơn nhưng nhiệt độ còn quá thấp để có thể đâm chồi mới. Sự thích nghi của các lá kim thường xanh đã hạn chế sự mất nước do thoát hơi nước của cây và màu lục sẫm của lá giúp cho chúng gia tăng khả năng hấp thụ ánh nắng mặt trời. Mặc dù lượng giáng thủy không phải là yếu tố hạn chế, nhưng mặt đất bị đóng băng trong các tháng mùa đông và rễ cây không thể hấp thụ nước, vì thế sự sấy khô có thể là vấn đề nghiêm trọng cho các loài cây thường xanh vào các tháng cuối mùa đông.
Mặc dù rừng taiga chủ yếu là cây lá kim, nhưng một số cây lá rộng (thực vật có hoa) cũng tồn tại, đáng chú ý là bạch dương, dương rung, liễu và thanh lương trà (chi Sorbus). Nhiều loại thực vật thân thảo nhỏ cũng mọc sát mặt đất. Các đám cháy rừng theo chu kỳ (khoảng 20-200 năm) làm sạch các tán cây, cho phép ánh nắng tiếp cận mặt đất, hỗ trợ cho sự phát triển của các loại cây ở tầng thấp sát mặt đất. Đối với một số loài, cháy rừng là một phần thiết yếu trong chu trình sống trong rừng taiga; một số, ví dụ như thông banksa có các quả nón chỉ mở ra để giải phóng hạt của chúng sau khi có cháy rừng, để phát tán hạt của chúng lên vùng đất mới được dọn quang. Các loài cỏ có thể phát triển tại các khu vực chúng tìm thấy nắng, còn rêu và địa y phát triển tốt trên các vùng đất ẩm ướt ven thân cây. Tuy nhiên, khi so sánh với các quần xã sinh vật khác thì taiga có sự đa dạng sinh học thấp hơn.

## Quần thể động vật
Rừng taiga là nơi sinh sống của một loạt các động vật ăn cỏ lớn cũng như của các động vật gặm nhấm nhỏ. Các động vật này cũng đã thích nghi để tồn tại trong môi trường khắc nghiệt. Một số động vật ăn thịt lớn, như gấu, kiếm ăn về mùa hè để tích lũy năng lượng và sau đó ngủ đông. Các động vật khác lại tạo ra một lớp lông đủ dày khi mùa đông đến để tránh rét.
Một loạt các loài hoang dã đang bị đe dọa hay đang nguy cấp có thể được tìm thấy trong các rừng phương bắc của Canada, bao gồm tuần lộc (Rangifer tarandus), gấu nâu Bắc Mỹ (Ursus arctos horribilis), chồn sói (Gulo gulo). Nguyên nhân chính dẫn tới sự suy giảm của các loài này là do bị mất môi trường sinh sống vì sự phát triển mang tính phá hủy, chủ yếu là chặt đốn gỗ.
Do điều kiện khí hậu khắc nghiệt nên khẩu phần ăn của động vật ăn thịt là không đảm bảo việc cung cấp năng lượng; và gần như toàn bộ năng lượng bị mất đi giữa các mức dinh dưỡng. Các loài chim săn mồi (như cú và đại bàng) cùng các loài động vật ăn thịt nhỏ khác như cáo và chồn, săn tìm các loài động vật gặm nhấm. Các động vật ăn thịt lớn, như linh miêu và chó sói, săn tìm các động vật lớn hơn. Các động vật ăn tạp như gấu và gấu trúc Mỹ là khá phổ biến, đôi khi chúng còn dám đến gần khu vực có người sinh sống.
Một lượng đáng kể chim, như hoét Siberi (Zoothera sibirica), sẻ họng trắng (Zonotrichia albicollis) và chích xanh họng đen (Dendroica virens), di cư tới môi trường sinh sống này để tận dụng các ưu thế của ngày mùa hè kéo dài cùng sự phong phú của côn trùng xung quanh các hồ và đầm lầy. Trong khoảng 300 loài chim sinh sống tại rừng taiga vào mùa hè thì chỉ có khoảng 30 loài ở lại đây khi mùa đông tới. Chúng hoặc là các loài chim ăn thịt thối hay các loại chim ăn thịt to lớn, có thể săn bắt các loài thú nhỏ, bao gồm đại bàng vàng (Aquila chrysaetos), ó buteo chân thô (Buteo lagopus) và quạ (chi Corvus), cũng như một số loài chim ăn hạt, bao gồm vài loài gà gô (họ Tetraonidae) và mỏ chéo (chi Loxia).

## Các mối đe dọa
Một trong những khu vực còn nguyên vẹn lớn nhất của rừng phương bắc, không có đường cố định, không bị khai thác mỏ, không có trồng rừng hay phát triển thủy điện, có thể tìm thấy tại Manitoba và Ontario Canada. Sông Poplar và sông Bloodvein là hai con sông chính chảy trong khu vực này, dọc theo phía đông của hồ Winnipeg, hồ nước ngọt lớn thứ 11 trên Trái Đất. Khu vực rừng nguyên sinh này đang được đề nghị đưa vào danh mục di sản thế giới.
Cháy rừng là xáo trộn tự nhiên chính yếu trong khu vực rừng taiga, cũng như là cơ chế xáo trộn quan trọng trong nhiều kiểu rừng khác, chẳng hạn rừng ôn đới, cận núi cao hay các rừng sồi lùn trong khu vực có khí hậu Địa Trung Hải. Tuy nhiên, nó cũng là nguyên nhân gây ra ô nhiễm và làm suy giảm tính đa dạng sinh học của rừng taiga.
Một đe dọa khác đến từ việc chặt phá rừng. Tại Canada, ít hơn 8% diện tích rừng phương bắc được bảo vệ và trên 50% đã được giao cho các công ty để đốn hạ gỗ. Hình thức lâm nghiệp chính trong các rừng phương bắc ở Canada là đốn hạ hết (sạch), trong đó phần lớn (nếu không phải tất cả) các cây to bị đốn hạ từ khoảng rừng được khai thác. Việc đốn hạ hết tới 11.000 hecta đã được ghi nhận tại Canada. Một số sản phẩm từ rừng phương bắc Canada như giấy vệ sinh, giấy viết, giấy in báo và gỗ xẻ. Trên 80% sản phẩm của rừng phương bắc từ Canada được xuất khẩu để chế biến và tiêu thụ tại Hoa Kỳ.